# Beida (distrito)
Beida (em árabe: لبيضاء; romaniz.: al Bayda) foi um dos distritos da Líbia. Foi formado em 1983, na reforma daquele ano, em substituição da província de Jabal Acdar, mas foi abolido em 1987, quando foi substituído pelo distrito de Jabal Acdar.